# У твоїх руках життя
«У твоїх руках життя» — радянський художній фільм 1958 року, режисера Миколи Розанцева, поставлений за мотивами оповідання Аркадія Сахніна «Відлуння війни» про подвиг радянських саперів.

## Сюжет
В основу фільму покладено справжні події, що відбулися в 1957 році в Курську (в нарисі — Енськ). Через 15 років після війни саперам належить розміновувати залишений в місті, після відступу німців, склад боєприпасів. З таким трудом відбудоване заново місто знаходиться під загрозою вибуху.

## У ролях
- Олег Стриженов —  капітан Дудін
- Йосип Кутянський —  Павло Степанович
- Віктор Чекмарьов —  полковник
- Анатолій Юшко —  Можаров
- Клара Лучко —  Настя Івлєва
- Марина Стриженова —  Поліна, дружина капітана Дудіна
- Олена Корнілова —  Катя
- Резо Чхеїдзе —  Пайчадзе
- Ігор Єфімов —  Банник
- Олександр Афанасьєв —  Анулін
- Світлана Мазовецька —  працівниця фабрики
- Тулкун Таджиєв —  Хасанов
- Інна Федорова —  сусідка Насті
- Арнольд Курбатов —  Ванін
- Анатолій Алексєєв — епізод
- Людмила Глазова — епізод
- Любов Малиновська — епізод
- Віктор Бірцев — епізод
- Степан Крилов — епізод
- Олександр Ларіков — епізод
- Борис Муравйов — епізод
- Геннадій Нілов — епізод
- Микола Пеньков — епізод
- Галина Теплинська — епізод
- Тамара Тимофєєва — епізод
- Аркадій Трусов — епізод
- Олег Хроменков — епізод
- Адольф Шестаков — епізод
- Микола Баженов — епізод

## Знімальна група
- Режисер-постановник:  Микола Розанцев
- Автори сценарію:  Леонід Агранович,  Аркадій Сахнін
- Режисер: Н. Русанова
- Оператор-постановник:  Костянтин Рижов
- Оператор: Л. Александров
- Художник-постановник:  Борис Бурмістров
- Композитор:  Олег Каравайчук
- Звукооператор: Григорій Ельберт
- Автор тексту пісні: С. Бєлікова
- Редактор: А. Вітоль
- Директор картини: П. Борисова